# 뉘른베르크 강령
뉘른베르크 강령(독일어: Nürnberger Kodex)은 제2차 세계 대전 이후 열린 뉘른베르크 계속재판 중 하나인 의사 재판에서 법원이 제정한 인간 대상 실험에 대한 윤리적 연구 원칙이다.
비록 이 강령은 해당 재판의 판결 일부로서 명문화되었지만, 현대 의학교육에서 특히 중요시되고 있다. 의학 연구라는 이름으로 인간에게 가해졌던 반인류적인 의학 실험(특히 범죄적인 약물 실험 및 강압적인 여성 불임 시술)이 뉘른베르크 강령이 만들어지게 된 동기다.

## 배경
뉘른베르크 강령의 기원은 제2차 세계 대전 이전 독일 정치, 특히 1930년대와 1940년대에 형성된 분위기에서 비롯되었다. 1920년대 중반부터 독일의 의사들, 특히 인종위생의 지지자들은 대중과 의학계로부터 비윤리적인 의료 행위에 대한 비판을 받기 시작했다. 인종위생은 아리아인의 인종적 우월성을 증진하려는 목적으로, 나치 독일의 지지를 받았으며, 극단적인 인종 위생론자들은 나치즘과 결합하여 생물학을 이용한 인종 순수성의 달성을 추구했는데, 이는 민족주의 이데올로기의 핵심 개념이었다.
이러한 과학적 이데올로기에 끌린 의사들은 1929년 '독일 의학계에서 유대 볼셰비즘을 제거'하기 위해 국가사회주의 독일의사연맹의 설립에 참여하였다. 그러나 이러한 움직임에 대한 비판도 점차 확산되었다. 라이히 보건청의 일원이던 알폰스 슈타우더는 “실험들은 의심스럽고 치료 목적이 없다”고 비판했으며, 독일 학술원 회장이자 의사였던 프리드리히 폰 뮐러 또한 비판에 동참했다.
이러한 비윤리적 인간 실험에 대한 비판에 대응하여, 바이마르 공화국(1919년부터 1933년까지의 독일 정부)은 「신치료 및 인간 실험에 대한 지침」을 발표하였다. 이 지침은 이타성과 무해성을 기초로 했으며, 특히 법적 원칙인 ‘사전 동의’의 중요성을 강조하였다. 지침은 치료 목적과 비치료 목적 연구의 차이를 명확히 구분하였으며, 치료 목적의 경우 긴급 상황에서만 동의 없이 시술을 허용했으나, 비치료 목적의 경우 동의 없는 시술은 엄격히 금지되었다. 그러나 이러한 바이마르의 지침은 아돌프 히틀러에 의해 폐기되었고, 1942년까지 나치당에 소속된 독일 의사는 3만 8천 명을 넘었으며, 이들은 나치의 강제 불임수술인 단종법 등 여러 의료 프로그램을 실행하는 데 협력했다.
제2차 세계 대전 이후, 나치당의 전범 행위를 규명하기 위한 일련의 재판이 진행되었다. 이 재판은 1945년 5월 2일 해리 트루먼 대통령의 승인 하에 미국, 영국, 소련이 주도하여 1945년 11월 20일 독일 뉘른베르크에서 시작되어 뉘른베르크 재판으로 불린다. 그 중 하나인 「미국 대 브란트 사건(USA v. Brandt)」은 ‘의사 재판’이라고도 불리는데, 전쟁 중 인간을 대상으로 비윤리적 의료 시술을 시행한 독일 의사들을 기소했다. 이 재판은 강제수용소에서 비인도적·비윤리적 실험을 수행한 의사들뿐만 아니라, 독일 시민 350만 명 이상에 대한 단종 시술에 관여한 자들을 대상으로 하였다.
피고인들 중 일부는 자신들의 실험이 전쟁 이전의 실험들과 큰 차이가 없다고 주장하며, 합법과 불법을 구분하는 명확한 법이 존재하지 않았다고 항변했다. 재판에 참여한 검찰 측 자문인 앤드루 아이비(Andrew Ivy)와 레오 알렉산더(Leo Alexander)은 이러한 변론을 반박해야 했다. 이에 따라 1947년 4월, 알렉산더는 미국 전범재판 법률고문에게 정당한 의학 연구를 위한 6가지 원칙을 담은 각서를 제출하였다.

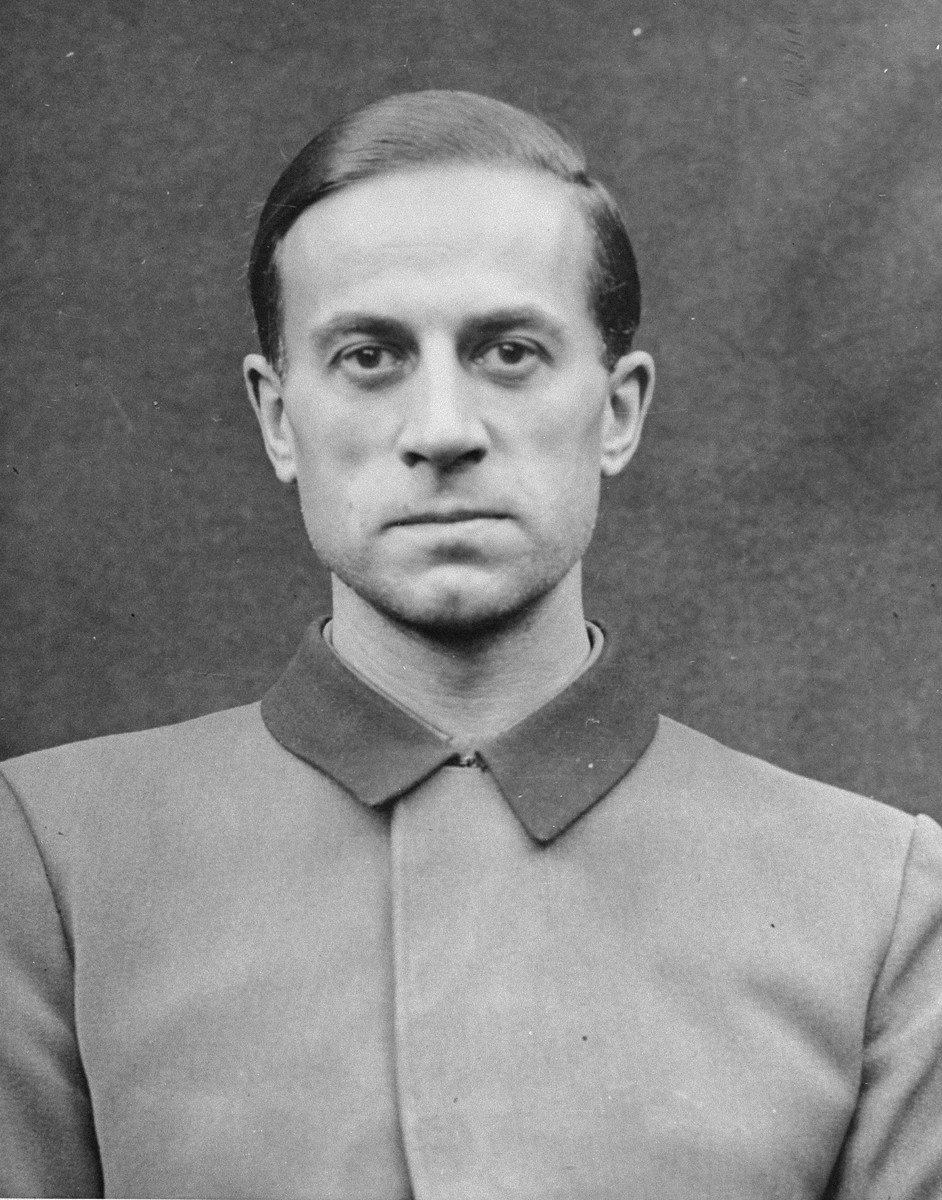
뉘른베르크 강령의 계기가 된 미국 군사 재판에서 주요 피고인이었던 카를 브란트.

1947년 8월 9일, 환자의 자발적인 동의가 인간 실험에 필수적임을 명시한 초기 형태의 강령이 ‘각서(Memorandum)’라는 이름으로 작성되었다. 그리고 같은 해 8월 20일, 재판부는 카를 브란트를 포함한 23인에 대한 판결을 내렸다. 판결문은 ‘각서’의 내용을 재확인하고, 검찰 측 의료 전문가들의 권고에 따라 원래의 6가지 원칙을 10가지로 확대·수정하였다. 이 10가지 원칙이 바로 오늘날 '뉘른베르크 강령'으로 불리는 것이다. 이 강령은 피실험자의 사전 동의와 강요의 부재, 과학적으로 정당화된 실험 설계, 피실험자에 대한 이타적 배려 등의 원칙을 포함하고 있으며, 히포크라테스 선서를 기반으로 한 것으로 여겨진다. 이 선서는 실험적 접근을 통한 의학 발전을 지지하면서도 환자의 보호를 강조하는 내용을 담고 있다.

### 저자
뉘른베르크 강령은 처음 제정되었을 당시에는 크게 주목받지 못했으나, 약 20년이 지난 후부터 그 중요성이 크게 부각되기 시작했다. 그 결과, 강령의 작성자에 대한 경쟁적인 주장들이 제기되었다. 일부는 ‘의사 재판’을 주재한 세 명의 미국 판사 중 한 명인 해럴드 시브링(Harold Sebring)이 저자라고 주장했고, 검찰 측의 주요 의학 전문가 증인이었던 레오 알렉산더(Leo Alexander) 박사와 앤드루 아이비(Andrew Ivy) 박사 역시 각각 자신이 강령의 작성자라고 주장하였다.
앤드루 아이비는 1967년 『인간 기니피그(Human Guinea Pigs)』를 저술한 영국의사 모리스 헨리 파프워스(Maurice Henry Pappworth)에게 보낸 편지에서 자신이 강령의 단독 저자라고 주장하였다. 반면 레오 알렉산더는 재판이 끝난 지 약 30년 후, 자신이 단독 저자였다고 주장하였다.
그러나 의사 재판의 재판 기록, 관련 배경 문서, 그리고 최종 판결문을 면밀히 검토한 결과, 강령의 저작은 단일 인물의 작업이라기보다는 공동 작업의 산물이며, 재판 과정 속에서 자연스럽게 형성되었다는 견해가 현재는 더 널리 받아들여지고 있다.

## 학계의 수용과 중요성
뉘른베르크 강령은 어느 국가에서도 공식적인 법률로 채택된 적이 없으며, 어떤 전문 기관에서도 공식적인 윤리 지침으로 수용된 바는 없다. 실제로, 이 강령이 강조하는 환자 개인에 대한 히포크라테스적 의무나 정보 제공의 필요성은 처음에는 미국의사협회조차도 탐탁지 않게 여겼다. 제이 카츠(Jay Katz)는 서구 세계가 뉘른베르크 강령을 “야만인을 위한 규범이며, 일반적인 의사에게는 불필요하거나 지나친 조치”로 간주해 외면했다고 지적하였다.
또한, 최종 판결문에서는 정치범이나 형사 유죄 판결을 받은 자, 또는 건강한 자원자에게 강령이 적용되는지 여부를 명확히 언급하지 않았다고 알려져 있다. 명확성 부족, 강령이 대응하고자 한 의학적 잔혹행위의 극단성, 그리고 언어적 단호함이 결합되면서, 이 강령은 오직 극단적인 범죄에만 적용되는 것으로 인식되는 경향이 있었다.

### 임상 연구 윤리의 기초
그럼에도 불구하고, 뉘른베르크 강령은 오늘날 임상 연구 윤리의 역사에서 가장 중요한 문서 중 하나로 평가된다. 이는 이 강령이 전 세계 인권 담론에 지대한 영향을 미쳤기 때문이다. 미국에서는 뉘른베르크 강령과 헬싱키 선언이 미국 보건복지부의 「공동규칙(Common Rule)」 제정에 영향을 미쳤으며, 이는 현재 미국연방규정집 제45편 제46부에 수록되어 있다. 이 규칙은 기관생명윤리위원회(IRB)에 의해 시행된다.
1966년에는 국제연합이 「시민적 및 정치적 권리에 관한 국제규약(ICCPR)」을 채택하였고, 이 규약은 1976년 3월 23일 발효되었다. 제7조는 피험자의 "자유로운 동의 없이" 이루어지는 의학적 또는 과학적 실험을 금지하고 있다. 2019년 9월 기준, 이 규약에는 173개국이 가입하였다.

### 학술적 평가와 법적 영향
2014년의 논평에서 학자 가우(Gaw)는 뉘른베르크 강령이 “법적 풍경에 진입했을 뿐 아니라, 전 세계 모든 윤리 규범의 원형이 되었다”고 평가하였다. 자발적 또는 사전 동의 개념은 WHO가 제안한 「인간 대상 생의학 연구를 위한 국제 윤리지침」의 기초가 되기도 했다.[6] 2017년에는 빈 의과대학(Medical University of Vienna)이 「뉘른베르크 강령 이후 70년 간의 의학 윤리」라는 심포지엄 리뷰를 발간했다. 당시 총장이자 학장인 마르쿠스 뮐러(Markus Müller)는 서문에서 “이 강령은 인간 대상 연구를 위한 적절한 윤리 틀을 처음으로 제시한, 의학사에서 가장 중요한 이정표 중 하나”이며, “이는 자발적 예방 조치가 아니라, 나치의 잔혹 행위에 대한 반작용으로 등장한 강제적 이정표”라고 서술하였다. 그는 뉘른베르크 강령이 “임상 연구 및 생명윤리의 초석이 되었다”고 덧붙였다.
미국 법원에서도 이 강령은 법적 효력을 인정받은 사례가 있다. 1995년, 미국 연방지방법원 판사 산드라 벡위스(Sandra Beckwith)는 「신시내티 방사선 실험 사건(In Re Cincinnati Radiation Litigation, 874 F. Supp 1995)」에서 뉘른베르크 강령이 미국 연방 법원에서 형사 및 민사 사건에 적용될 수 있다고 판결하였다.

## 같이 보기
- 벨몬트 보고서
- 헬싱키 선언
- 인권
- 인체 실험
- 의료윤리학